# Bataille des Caraïbes
Seconde Guerre mondiale
Batailles
Bataille de l'Atlantique
- Bataille des Caraïbes
- Blocus allié de l'Allemagne
- Guerre météorologique
- Bataille du Rio de la Plata
- Opération Berlin
- Bataille du détroit de Danemark
- Opération Neuland
- Torpedo Alley
- Opération Paukenschlag
- Opération Postmaster
- Opération Cerberus
- Opération Biting
- Opération Chariot
- Bataille du Saint-Laurent
- Opération Frankton
- Bataille de la mer de Barents
- Mai Noir
- Bataille du cap Nord
- Opération Stonewall
- Opération Teardrop

Front d'Europe de l'ouest

Front d'Europe de l'est

Campagnes d'Afrique, du Moyen-Orient et de Méditerranée

Guerre du Pacifique

Guerre sino-japonaise

Théâtre américain
La bataille des Caraïbes est une campagne navale menée pendant la Seconde Guerre mondiale dans le cadre de la bataille de l'Atlantique de 1941 à 1945. Les sous-marins allemands et italiens avaient pour objectif d'annihiler l'approvisionnement en pétrole et autres matériaux des Alliés.
L'économie britannique comptait énormément sur les approvisionnements par voie maritime, et l'Axe cherchait donc à établir un blocus du Royaume-Uni pour l'étrangler. Les submersibles menèrent une guerre sous-marine à outrance en coulant de nombreux navires de commerce dans la mer des Caraïbes et dans le golfe du Mexique, attaquant également des cibles côtières aux Antilles. L’engagement américain dans le conflit et l'amélioration de la guerre anti-sous-marine alliée ont progressivement éloigné les sous-marins de l’Axe de la région des Caraïbes.

## Contexte
Les Caraïbes étaient un lieu stratégique important en raison des nombreux champs de pétrole vénézuéliens au sud-est et du canal de Panama au sud-ouest. La raffinerie de la Royal Dutch Shell, située à Curaçao, transformait onze millions de barils par mois et était la plus grande raffinerie de pétrole au monde. Elle possédait également une usine à Aruba. La raffinerie de Pointe-à-Pierre (en) de la Trinité était la plus grande de l'Empire britannique. Pendant les premières années de guerre, les îles britanniques devaient être ravitaillées chaque jour par quatre pétroliers, et la majeure partie de ceux-ci provenaient de la raffinerie de Curaçao, compte tenu du blocus du canal de Suez par la Regia Marina.
Les Caraïbes avaient une importance stratégique supplémentaire pour les États-Unis. En effet, le pays était en mesure de défendre le détroit de Floride mais ne disposait d'aucun moyen pour d'empêcher l'accès des Caraïbes par le canal du Yucatán. La bauxite était le principal minerai permettant la production d'aluminium et l’une des rares matières premières stratégiques non disponibles sur le continent américain. La production d’aéronefs militaires aux États-Unis dépendait de la bauxite importée des Guyanes, le long des routes de navigation parallèles aux Petites Antilles. Les États-Unis ont défendu le canal de Panama avec 189 bombardiers et 202 chasseurs, disposant d'une base sous-marine à Colón (Panama) et à Saint-Thomas (îles Vierges),. Le 13 septembre 1939, des PBY du VP-51 (en) de l'United States Navy débutèrent des patrouilles de neutralité le long des Petites Antilles à partir de San Juan (Porto Rico) ; et les installations furent modernisées à la base navale de la baie de Guantánamo et à la base aéronavale de Key West.
Le Royaume-Uni a basé les escadrons aériens navals 749, 750, 752 et 793 à l’aéroport international de Piarco à Trinité. Les troupes britanniques ont occupé Aruba, Curaçao et Bonaire peu après la capture des Pays-Bas par l'Allemagne nazie. L'île française de la Martinique a été perçue comme une base possible pour les navires de l'Axe, les relations britanniques avec la France vichyste s'étant détériorées à la suite du deuxième armistice à Compiègne. L’Accord de septembre 1940 sur les destroyers a permis aux États-Unis de construire des aérodromes en Guyane britannique et sur les îles d'Exumas, Trinité, Antigua et Sainte-Lucie. Le 11 février 1942, les forces américaines relevèrent les soldats britanniques sur les îles néerlandaises, permettant ainsi l'exploitation des bombardiers Douglas A-20 Havoc depuis Curaçao et Aruba.

## Opérations de l'Axe

### OpérationNeulandet l'attaque sur Aruba
La première offensive contre les raffineries des Caraïbes a été organisée sous le commandement du Kapitänleutnant Werner Hartenstein à bord de l'U-156, en meute de sous-marins « Neuland » composé des U-67, U-129, U-161 et U-502. Les trois premiers U-Boote lancent des attaques simultanées le 16 février 1942. L'U-502 coule les pétroliers Tia Juana, San Nicolas et Monagas entre le lac Maracaibo et Aruba. L’U-67 entre dans le port de Willemstad à Curaçao et tire contre trois pétroliers, endommageant seulement le Rafaela. L’U-156 pénètre dans le port de San Nicolas à Aruba et torpille les pétroliers Pedernales, Oranjestad et Arkansas. Les deux pétroliers britanniques sont endommagés tandis que l'Américain est envoyé par le fond. Dans l'après-midi, l'U-156 est attaqué sans dommage par un A-20 du 59e Bomber Squadron (USAAF) au sud-ouest d'Aruba. À la nuit tombée, le submersible revient afin de bombarder au canon de pont le terminal pétrolier de Shell Lago. Les canonniers sont appelés aux postes de combat de la plage avant. Le Leutnant zur See Dietrich-Alfred Von dem Borne ordonne d'ouvrir le feu sur les réservoirs. Durant l'attaque, une forte explosion se produit au cours duquel Von dem Borne et le Matrosengefreiter Heinrich Büsinger sont blessés. Ce dernier meurt de ses blessures. Cette explosion est provoquée par la tape de bouche du canon qui n'a pas été enlevée faisant éclater le fut du canon. Von dem Borne est amputé (à la scie à métaux) d'une partie de la jambe par le radio qui fait fonction de médecin de bord. Une canonnière vénézuélienne, le General Urdaneta, réalise les opérations de sauvetage des équipages des navires torpillés ; et les bombardiers légers A-20 Havoc attaquent les trois sous-marins sans succès. En conséquence, l'île est l'objet d'une occupation américaine accrue afin d'assurer sa protection,. La marine américaine créa la Quatrième flotte, qui était responsable de la lutte contre les opérations navales de l'ennemi dans les Caraïbes et dans l'Atlantique Sud. L'armée de terre américaine envoya également des avions et du personnel pour aider à protéger les raffineries de pétrole et pour renforcer la force aérienne vénézuélienne. Pour soutenir cette mission, le Venezuela accorde aux navires et aux avions américains l’accès aux ports et aux aérodromes du pays,.
L’U-161 a comme cible Port-d'Espagne. Durant la nuit du 18 au 19 février 1942, après avoir passé le golfe de Paria, l’U-161 pénètre dans le port à l'entrée étroite et peu profonde. Il torpille et endommage les pétroliers Mokihama et British Consul. Deux des quatre torpilles lancées fonctionnent mal ou se perdent. Le reste de la meute (Rudeltaktik) patrouille dans le secteur ; l’U-67 torpille les pétroliers J.N.Pew et Penelope ; l’U-502 torpille les pétroliers Kongsgaard, Thallia et Sun ; l'U-156 torpille le Delplata et le tanker La Carriere ; l’U-161 torpille ensuite le Lihue et les tankers Circle Shell, Uniwaleco et Esso Bolivar ; et l’U-129 torpille les George L. Torrain, West Zeda, Lennox, Bayou, Mary, Steel Age et le tanker Nordvangen.
Le canon de pont de l’U-156 est rafistolé. Sa partie éclatée est ôtée et il reçoit un contrepoids. Sans torpille, grâce au canon sommairement réparé, il coule deux bâtiments près de Cabrera le 27 février : le Macgregor et le pétrolier Oregon.
Durant la nuit du 9 au 10 mars 1942, l’U-161 entre dans le port de Castries. Il tire deux torpilles contre deux bâtiments britanniques : HMCS Lady Nelson (en) et SS Umtata. Un bâtiment est vu en feu et coulant par l'arrière et un second a explosé. Les deux navires sont sauvés et réparés. L'Umtata est coulé par l'U-571 en juillet 1942. L’U-161 fait route vers l'ouest et coule dans les premières heures du 14 mars 1942 le navire britannique Sarniadoc et le lendemain un bateau-phare américain de l'United States Coast Guard au sud des îles Vierges,.
Six U-Boote sont déployés dans l'opération qui dura du 16 février à mi-mars 1942. Au total, ils coulèrent 45 navires cargo alliés.

### Autres opérations
Cinq sous-marins italiens ont patrouillé le côté atlantique des Petites Antilles pendant l’opération Neuland. Le Francesco Morosini a torpillé le Stangarth et les pétroliers Oscilla et Peder Bogen ; l'Enrico Tazzoli a torpillé le Cygnet et le pétrolier Athelqueen ; le Giuseppe Finzi a torpillé le Skane et les pétroliers Melpomere et Charles Racine ; le Leonardo da Vinci a torpillé l’Everasma et le navire neutre brésilien Cabadelo ; le Luigi Torelli a torpillé le Scottish Star et le pétrolier Esso Copenhagen. Côté allemand, l'U-126 patrouille dans la zone du passage du Vent entre Cuba et Hispaniola. Entre le 2 et le 13 mars, il torpille neuf navires ennemis. L'U-504 patrouille lui dans la zone du sud de la Floride.
Le 3 mars 1942, un sous-marin allemand bombarde l’île américaine de Mona, à une quarantaine de kilomètres à l’ouest de Porto Rico.
L'U-507 fut le premier à couler un navire dans le golfe du Mexique, le 4 mai 1942, en torpillant le cargo Norlindo (2 686 tonneaux) au ouest-nord-ouest de Key West. Pendant le reste du mois de mai, un vaisseau sera perdu presque chaque jour. Le dernier bâtiment à être coulé dans le golfe le sera le 4 septembre 1942.
Une raffinerie de pétrole à Curaçao est bombardée le 19 avril 1942 par l'U-130 sous les ordres de Korvettenkapitän Ernst Kals. Kals ordonne le bombardement de plusieurs réservoirs de pétrole ; après cinq coups de feu, la riposte d'une batterie côtière hollandaise interrompt l'opération. L'U-Boot est obligé de se replier. Un sous-marin allemand aurait attaqué un navire marchand au large de Curaçao et engagé par des batteries antiaériennes et navales néerlandaises. Il semble que le sous-marin soit parvenu à s'échapper.

### Attaques de navires colombiens
Les U-Boote coulent au moins quatre navires colombiens durant la Seconde Guerre mondiale : de petits voiliers. Le premier navire attaqué fut le Resolute, une goélette de 35 tonnes avec un équipage de 10 hommes. Le 23 juin 1942, le Resolute est stoppé près de l'archipel de San Andrés, Providencia et Santa Catalina par les tirs de l'U-172. L'équipage abandonne le navire. Les Allemands l'abordent pour couler la goélette au moyen de grenades à mains. Six colombiens sont tués, les quatre survivants prétendent que les Allemands leurs tirèrent dessus à la mitrailleuse avant de prendre le large. À la suite de cette attaque, des protestations violentes éclatent à Barranquilla qui accueillait une communauté allemande importante. Divers commerces allemands, italiens, suisses et espagnols y sont détruits. Deux jours après ce drame, un décret interdit aux immigrés provenant des trois principaux pays des forces de l'Axe d'habiter à moins de 100 km des côtes dans les départements de l'Atlántico, du Bolívar et du Magdalena.
Le Roamar est le navire suivant à être coulé. La goélette de 110 tonnes appartient à un diplomate colombien et son torpillage au large de San Andrès par l'U-505 le 21 juillet 1942 donne à la Colombie le prétexte politique pour déclarer la guerre à l'Allemagne. Les Allemands savaient que la Colombie était restée neutre jusqu'alors, et avaient donc opté pour une action rapide et discrète contre le Roamar. En conséquence, ils tirent à deux reprises avant que le navire ne soit réduit à « rien que des débris dispersés ». L'ingénieur du U-505, Hans Goebeler, déclare à propos de l'attaque : « Nous ne pouvions pas laisser les preuves [de l'attaque d'un navire neutre] flottant n'importe où, alors on le coula avec le canon de pont ». Ce n'est pas le dernier navire coulé par les Allemands pendant la neutralité de la Colombie. Le jour suivant, l'U-505 coule dans les mêmes environs le Urious, une goélette à trois mâts de 153 tonnes, tuant 13 membres d'équipage colombiens,,.
Un autre navire colombien est coulé par les Allemands, le Ruby, une goélette de 39 tonnes avec 11 membres d'équipage. Le matin du 18 novembre 1943, Ruby était au nord de Colón, en trajet entre San Andrès et Carthagène des Indes, quand le navire se fit tirer dessus par le canon de pont de l'U-516. Trente coups plus tard, le Ruby sombre ; quatre membres d'équipage sont tués.

#### L'incident duU-154
Le seul engagement armé notable de la Colombie contre les forces de l'Axe pendant la guerre est un bref engagement dans la mer des Caraïbes entre le destroyer ARC Caldas et l'U-154. Dans la nuit du 29 mars 1944, à 20 h 25, un guetteur du Caldas aperçoit un périscope à bâbord. Après s'être approché dans l'obscurité les Colombiens surprennent l'U-154 voguant en surface. Les Allemands sont pris par surprise à la soudaine apparition du Caldas et incapables d'actionner le canon de pont à temps, préférant plonger pour éviter les tirs du destroyer ennemi.
Selon le rapport de la Marine colombienne, les hommes du Caldas frappèrent l’U-154 à deux reprises avec des tirs de 105 mm avant qu'il ne plonge et tentèrent de l'achever au moyen de grenades anti-sous-marine. Une nappe de pétrole et des débris furent observés, semblant confirmer le naufrage du sous-marin. En tout, l’engagement ne dura pas plus de trois minutes et le Caldas fit route vers le port, sans chercher de survivants. Quand le Caldas arrive au port le matin suivant à 03 h 30, la nouvelle de sa « victoire » s'était déjà propagée. L’U-154 s'échappa sans dommage. Utilisant l'huile de secours et des tubes de torpille endommagés, les Allemands ont simulé le naufrage avec la nappe de pétrole et les débris observés par les Colombiens.
Les journaux reportèrent des rapports erronés de l'attaque. Un article du Time clama que le sous-marin coulé n'était pas allemand, mais américain. D'autres répandirent des informations sur la manière dont l'équipage du Caldas vengea ceux qui étaient morts à bord des goélettes coulées. L’U-154 rencontre son destin au large de Madère, le 3 juillet 1944 quand il est coulé corps et biens par le destroyer-escorteur USS Inch (en) et l'USS Frost (en),.

### Attaques sur les navires Alliés
Le SS Norlantic était un cargo de 3 860 tonnes, battant pavillon américain, coulé le 13 mai au matin dans les Caraïbes. Il transportait un chargement de cargaisons de Pensacola, en Floride, au Venezuela lorsqu'il a été attaquée par l'U-69 à 140 km à l'est de Bonaire. À 3 h 38, l'U-69 tire deux torpilles sans succès. Graf ordonne à son équipage de faire surface et d’ouvrir le feu avec le canon à 3 h 47. Tentant de fuir les lieux, le Norlantic est coulé 23 minutes plus tard, emportant six hommes d'équipage. Le reste de l'équipage était alors à la dérive pendant plusieurs jours avant d'être sauvé par des navires alliés.
Des sous-marins allemands ont coulé deux pétroliers mexicains en mai 1942 : le Potrero del Llano le 14 mai par l'U-564 de Reinhard Suhren. Ce navire était neutre et était pleinement illuminé, des projecteurs éclairant le drapeau mexicain. Treize hommes de l'équipage périssent lors de son naufrage. Cette attaque provoqua l'entrée en guerre du Mexique contre l'Allemagne à cette date. L'U-106 de Hermann Rasch coule quant à lui le Faja de Oro le 21 mai au large de Key West.
Le SS Sylvan Arrow était un pétrolier de la Standard Oil torpillé par l'U-155 le 20 mai au sud-ouest de la Grenade, dans la mer des Caraïbes. Le navire coulera le 28 mai pendant son remorquage.
Le pétrolier SS Hagan a été coulé par l'U-157 le 11 juin à 8 km au nord de la côte cubaine. Le navire américain détenant des milliers de barils de mélasse a été touché dans la salle des machines. La torpille a détruit les moteurs et fait exploser une chaudière et un instant plus tard, il est touché pour la seconde fois. Six hommes ont été tués et 38 survivants réussirent à atteindre la côte. Deux jours plus tard, l'U-157 est le navire des garde-côtes américain USS Thetis.

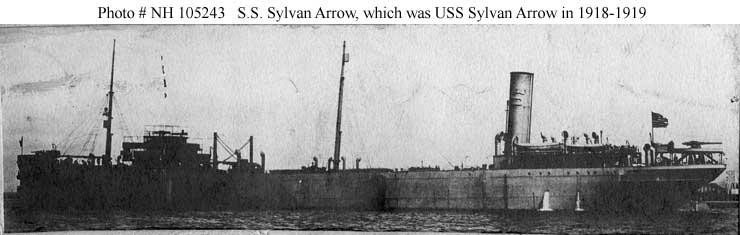
Le SS Sylvan Arrow en 1917.

Le 4 septembre, l'U-171 attaque le SS Amatlan, navire-citerne mexicain. Deux torpilles se perdent et la troisième touche sa cible. On dénombre 10 morts et 24 survivants.
Le 11 septembre, l’U-514 torpille le navire marchand armé canadien SS Cornwallis au large de Bridgetown. Coulé en eaux peu profondes, il est renfloué et remorqué jusqu'à Trinidad puis Mobile en janvier 1943. Le navire est réparé et remis en service en août 1943 avant d'être coulé une seconde fois, cette fois-ci par l'U-1230 dans le golfe du Maine le 3 décembre 1944,,.
Le 5 juillet 1943 à 3 h 30, l’U-759 torpille le navire américain Maltran du convoi GTMO-134 dans le passage du Vent à environ 70 milles à l'ouest de Port Salut, au large d'Haïti. La totalité des 47 membres d'équipage ont abandonné le navire 10 minutes après l'attaque, le navire sombra par la poupe cinq minutes plus tard. Les hommes ont été secourus par l'USS SC-1279 environ deux heures et demie après le naufrage, ils furent déposés à Guantanamo dans la matinée. Le 6 juillet à 20 h 5, le submersible envoie par le fond le cargo à vapeur néerlandais Poelau Roebiah du convoi ZG-36, à 21 km à l'est de Morant Point (en) (Jamaïque). À la suite de l'attaque contre le convoi, l'U-759 est repéré et attaqué par quatre charges de profondeur largués par un Martin PBM Mariner américain et le navire USCGC Bronco. Il s'en échappe indemne.
Deux jours plus tard, le sous-marin est continuellement attaqué par des navires de surface et des avions américains à l'ouest du canal de la Tortue, là encore, le sous-marin réussi à s'échapper. Il sera finalement coulé corps et biens le 15 juillet.

## Navires de guerre coulés

### Navires de l'Axe

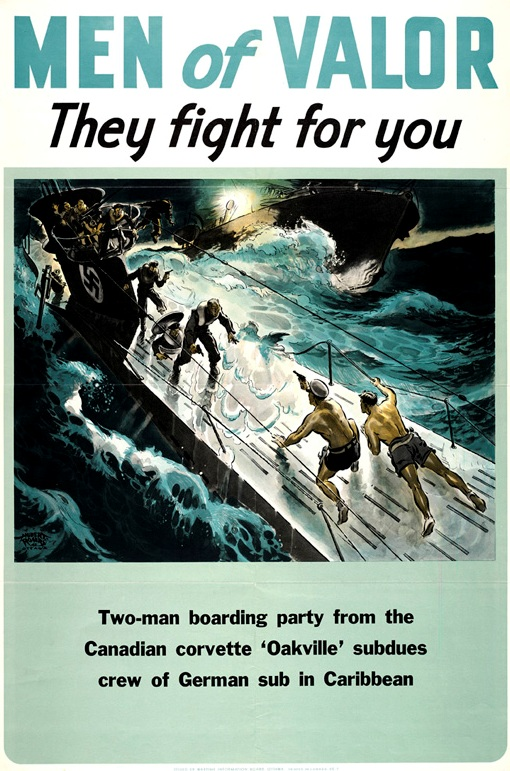
Affiche de propagande canadienne représentant l’abordage de l'U-94 le 28 août 1942.

Le matin du 11 juin 1942, l'U-157 envoie par le fond un navire américain près de Cayo Guajaba (Cuba). L’U-157 est repéré la veille dans le vieux canal de Bahama après avoir coulé le Hagan, les recherches sont renforcées. Le 11 juin, il est signalé par un Douglas B-18 qui lui lance quatre charges de profondeur Mark XVII, forçant l'U-Boot à plonger. L’U-157 fortement secoué, s'en sort sans aucun dommage. Il est de nouveau repéré par un appareil commercial de la Pan-American qui le signale à l'US Navy. L'US Navy ne le retrouve pas, même si un bref contact se produit plus tard dans la journée. Le lendemain matin, le sous-marin est signalé en plongée par un autre B-18 dans le détroit de Floride. Des bâtiments et des appareils de l'US Navy, venant de Key West et de Miami, se dirigent rapidement vers lui ; pas moins de quinze navires convergent vers le détroit de Floride. Au cours de l'après-midi du 12 juin, l'U-157 est de nouveau signalé, cette fois par un Lockheed Hudson de l'Armée. Le lendemain au matin, l'U-157 est localisé par le cotre Thetis de l'US Coast Guard, juste au sud-ouest de Key West qui lui lance sept charges de profondeur qui le détruisent.
Après avoir coulé un navire letton, le 29 juin 1942, l'U-158 est repéré par les stations de radiogoniométrie des Bermudes, de la Jamaïque et de la Guyane britannique. Il est repéré, le 30 juin 1942, à 200 nautiques à l'ouest-nord-ouest des Bermudes par un appareil Martin PBM Mariner de l’United States Navy, faisant partie de l'escadron VP-74. Des membres d'équipage de l'U-158, en plein bain de soleil sur le pont, sont pris totalement au dépourvu. L'avion lâche des charges de profondeur, dont une se loge dans le massif et explose lorsque l'U-Boot plonge, le détruisant totalement.
Le 1er août 1942 à 13 h 37, l'U-166 en surface est repéré, au sud de l'Isle Dernière, par un J4F-1 Widgeon du Sqn 212 de l'US Coast Guard basé à Houma (Louisiane). Son pilote, l'enseigne Henry C. White attaque l'U-166 qui plonge en catastrophe. Il lui lance une simple charge de profondeur Mark XVII, réglée à 15 mètres. L'opérateur radio rapporte avoir vu un coup direct sur le côté tribord. Il n'y a aucun survivants parmi les 52 membres d'équipage.
Cependant, après une étude, cette attaque ne concernait pas l'U-166. Le fait officiel établi est l'attaque du 30 juillet 1942 contre le sous-marin U-166, coulé à 70 km de l'estuaire du Mississippi dans le golfe du Mexique aux coordonnées géographiques de 28° 37′ N, 90° 45′ O par des charges de profondeur tirées du navire d'escorte US Navy PC-566 après que l'U-166 ait attaqué le petit paquebot SS Robert E. Lee qu'il coula faisant 22 morts.
Tôt le 28 août 1942, l'U-94 opère contre le convoi TAW-15-S près d'Haïti, dans le passage du Vent. À 3 h, un Catalina du VP 92, basé dans la baie de Guantánamo à Cuba, découvre au radar l'U-Boot. Le pilote attaque d'une vingtaine de mètres d'altitude et lance quatre charges de profondeur. Ces dernières sont des nouvelles Mark XXIX de 625 livres, qui explosent à 15 mètres de profondeur. Le commandant essaye de plonger en catastrophe ; l’U-94 est touché. La propulsion est endommagée, ce qui réduit sa vitesse à 11 nœuds. Des obus éclairants sont tirés du Catalina, ce qui a pour effet de donner la position de l'U-Boot à la corvette HMCS Oakville (en). Elle attaque l’U-94 avec son artillerie et lui lance des charges de profondeur, avant de l'éperonner trois fois de suite. Dans l'impossibilité de sauver son bateau, le commandant donne l'ordre d'évacuation. L'U-Boot coule, l'arrière en premier. La corvette s'approche du lieu du naufrage ; deux des hommes de l'U-94, qui résistaient, sont abattus. Le destroyer USS Lea (en) recueille vingt et un autre survivants et cinq autres sont sauvés par l’Oakville.
L'U-162 est coulé le 3 septembre 1942 dans l'Atlantique au nord-est de Trinité par des charges de profondeur lancées par les destroyers britanniques HMS Vimy, Pathfinder et Quentin.
L'U-176 est coulé le 15 mai 1943 au nord-est de La Sagua La Grande à Cuba, par des charges de profondeur tirées par le chasseur de sous-marin cubain CS-13, après avoir été localisé par un hydravion Vought OS2U Kingfisher de l'US Navy.

### Navires Alliés

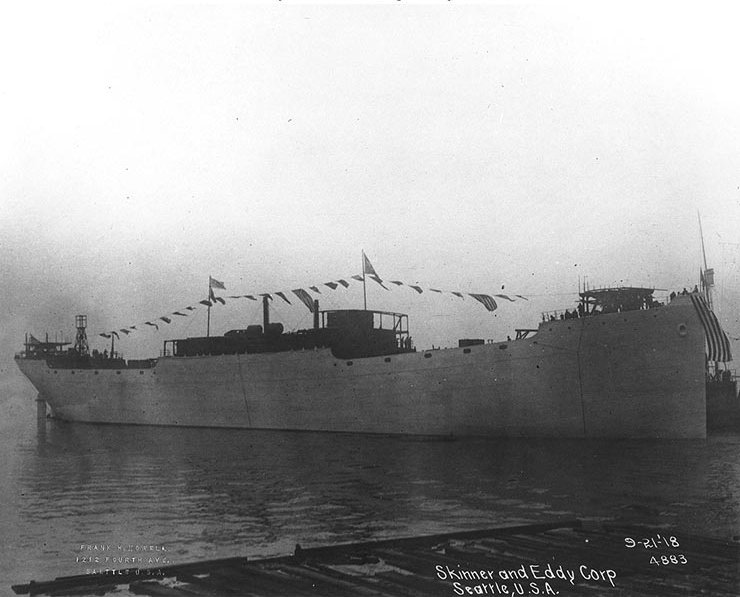
Le SS West Elcasco en 1918.

Le Surcouf, sous-marin français, le plus grand dans le monde à l'époque, disparut corps et biens dans la nuit du 18 au 19 février 1942 au nord du canal de Panama, peu après son appareillage des Bermudes, le 12 février. Le rapport officiel américain conclut que la disparition du Surcouf est due à un abordage accidentel avec le cargo américain Thomson Lykes. Bien plus tard, le rapport d'enquête de la commission française conclura de son côté que sa disparition fut la conséquence d'une méprise. Un hydravion américain PBY Catalina de patrouille anti-sous-marine chargée de la défense de ces mêmes eaux dans la nuit du 18 au 19 février 1942 l'aurait bombardé, le confondant avec un grand sous-marin allemand ou japonais.
Le SS George Calvert était un Liberty ship armé, naviguant au large de Cuba lorsqu'il est coulé par l'U-753 le 20 mai 1942. Dix hommes ont été tués dans le naufrage. Les survivants ont été capturés par les Allemands et interrogés avant d'être libérés dans des canots de sauvetage. Trois gardes armés ont été tués et les survivants ont atteint la côte cubaine.
Le 23 juin, le cargo armé USS West Elcasco est attaqué par l'U-158 à environ 640 km à l'ouest de Key West, en Floride. Atteint de deux torpilles, le navire coule en 20 minutes. La totalité des 47 membres de l'équipage et 21 gardes de l'armée américaine ont été secourus le lendemain.
Le SS Stephen Hopkins est un Liberty ship de l'US Merchant Marine, qui fut le premier navire américain à couler un navire allemand de surface pendant la guerre. Le 27 septembre 1942, en route du Cap pour la Guyane néerlandaise, il rencontre le raider allemand Stier. En raison du brouillard, les bateaux étaient à seulement 3 kilomètres de distance lorsqu'ils se sont aperçus. Alors qu'on lui ordonne de s'arrêter, le Stephen Hopkins refuse. C'est alors que le Stier ouvre le feu. Bien que fortement touché, l'équipage du Hopkins bat en retraite, puis continue les combats. Le Stephen Hopkins coule à 10 h. Le Stier, trop endommagé pour continuer, est sabordé par son équipage. La plupart de l'équipage du Hopkins a succombé, dont le capitaine Paul Buck. Les survivants ont dérivé sur un bateau de sauvetage pendant un mois avant d'atteindre les côtes du Brésil.

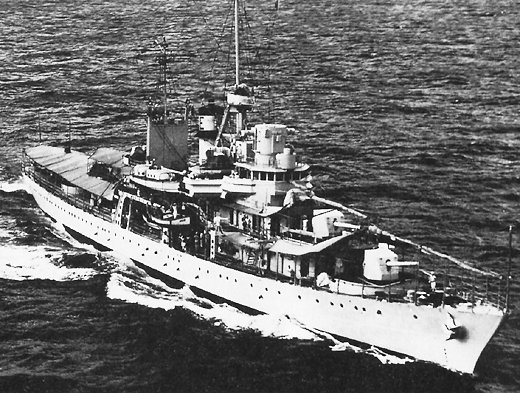
L'USS Erie au cours de la bataille des Caraïbes.

La canonnière américaine USS Erie escortait le convoi TAG-20 dans les Caraïbes entre Trinité et la baie de Guantanamo lorsqu'elle est attaquée par l'U-163 à 10 milles au sud de Curaçao en novembre 1942. Parvenant à esquiver deux torpilles, elle est touchée au but par une troisième qui l'immobilise. La canonnière s'échoue en feu et est considérée comme totalement détruite. L'attaque fait sept morts et onze blessés.